# 高橋靖雄
高橋 靖雄（たかはし やすお）は、日本の機械工学者。元新日鐵住金鉄鋼研究所接合研究センター主任研究員。工学博士（大阪工業大学）・理学士（東京理科大学）。ものづくり日本大賞「内閣総理大臣賞」2009受賞者。
専門は、溶接工学・接合工学、材料工学・金属工学。

## 略歴
1969年東京理科大学理学部物理学科卒業。のちに、大阪工業大学大学院工学研究科機械工学専攻にて工学博士。八幡製鐵（のちの新日本製鐵、現在の日本製鉄）入社後、新日鐵製品技術研究所および鉄鋼研究所接合研究センターにて
、薄板・高強度鋼板や表面処理鋼板などの自動車用材料工学の研究開発に従事。2012年新日鐵住金鉄鋼研究所接合研究センター主任研究員。特に、抵抗溶接・スポット溶接分野で数々の特許技術を研究開発・発明した。また、同社グループ子会社の日溶工テクノサービス（現：日鉄溶接工業）技術部長も務めた。退職後は、一般財団法人日本溶接技術センター講師も務めた。
主な所属学会は、日本溶接協会、溶接学会。主な著書は、抵抗溶接の基礎と実際（共著、産報出版 2011、学術書）。

## 主な受賞
- 第3回ものづくり日本大賞「内閣総理大臣賞」(2009）[6]
- 第12回日本溶接協会溶接注目発明賞(1996)[7]

## 主な研究
- 自動車用高張力薄鋼板のスポット溶接性評価研究[8]
- 抵抗溶接方法及びその装置：特許2501691[9]
- 溶接ナット部を有する自動車用構造部材及びその製造方法：特許5613521[10] - トヨタ自動車との共同特許
- インダイレクトスポット溶接方法：特許5836826[11]- 富士重工業との共同特許
- スポット溶接性におよぼす電源特性の影響 - アルミニウム合金板のスポット溶接に関する研究[12]
- 重ね抵抗スポット溶接方法：特許5835028[13]
- 溶接継手の形成方法：特許6225717[14]